# アブギダ

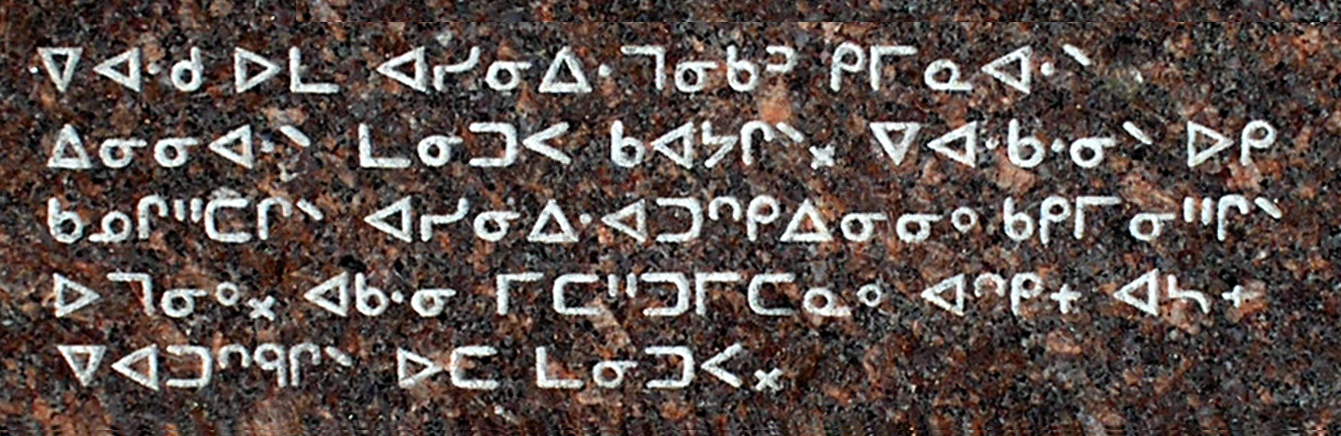
カナダ先住民シラビックスによる湿原クリー語の碑文。カナダに移住したキリスト教宣教師によって、先住民の言語を表記するために開発されたとされるアブギダ。

アブギダ（abugida。アルファシラバリー alphasyllabary、シラビックス syllabics とも）は、文字体系の分類のひとつ。子音の符号（書記素）だけを書くと、子音にある決まった母音が続くものとして読む。その母音をなくしたいときや、ほかの母音を続けたいときは、補助的な符号を使うなどしてそのことを明示するのが普通である。デーヴァナーガリーなどの、インド語派で用いられるブラーフミー系文字のさまざまな文字体系をはじめとして、現在世界で用いられる文字体系のおよそ半数はアブギダである。

## 概要
アブギダを他の文字体系と比較して差異を見ると、例えば音節文字では、似た音価を持つ記号同士であっても似ていない。また狭義のアルファベットでは、子音と母音それぞれを表す記号が別々にあるため、子音として書かれていたものが母音の役割を果たすようになることさえある。またアブジャドでは、原則として子音を表す記号だけがあり、母音を表す補助的な符号なども多くの場合付けない。
アブギダという用語は、ゲエズ語のエチオピア文字（ゲエズ文字）の最初の4つの文字「አቡጊዳ」（' b g d）それぞれに、エチオピア文字の最初の4つの母音（ä u i a）を付加して作った造語である。この順序は古代北方セム文字の順序「アレフ、ベト、ギメル、ダレト」（ラテンアルファベットで言うと A B G D）とも一致する。また、アルファベットという語がギリシア文字の最初の 2 字「アルファ、ベータ」(ἄλφα, βῆτα) を元にしているのともよく似ている。
アブジャドおよびアブギダという用語はピーター・T・ダニエルズの創案になるものである。これらの用語は必ずしも広く受け入れられているわけではない。ほかの用語としては音素音節文字(alpha-syllabary)などがある。リチャード・サロモンはインドの伝統的な用語であるアクシャラを使うことを提案している。

## 詳細

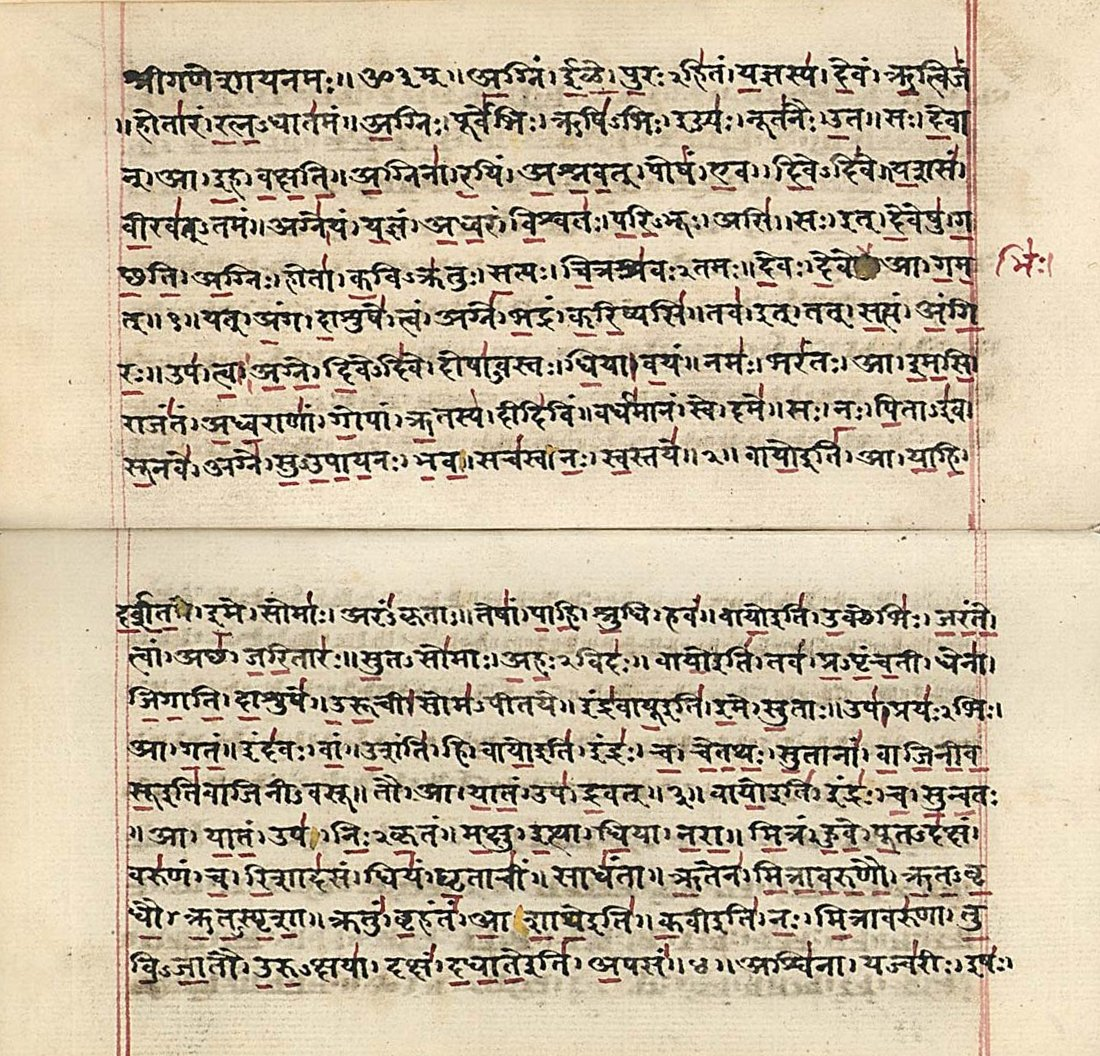
19世紀初頭にデーヴァナーガリー文字によってサンスクリットで書かれたリグ・ヴェーダ。黄色で塗ることで文字が削除されており、またアクセントなどが赤で示されている。

アブギダでは、基本となる記号にマークを付けることで母音を区別する。子音に引き続く母音（このような母音を随伴母音と呼ぶ）以外の母音の存在を示す符号（ダイアクリティカルマーク）の現れる位置としては子音文字の上 (के /keː/) 下 (कु /ku/)、左 (कि /ki/) 右 (को /kοː/) がある（デーヴァナーガリーの क /k(a)/ という文字の例）ほか、子音を囲む（たとえばタミル文字で க ka から கௌ = kau を生ずる）こともある。
また多くのアブギダに、随伴母音を脱落させて裸の子音を導出するダイアクリティカルマークがある。デーヴァナーガリーだと、 क् で k となり、 ल् で l となる。このダイアクリティカルマーク ् をサンスクリット語ではヴィラーマ、ヒンディー語ではハラントと呼ぶ。これは子音結合を形成するのに使ったり、語の終わりに来る子音を表すのに使ったりすることもある。
多くのブラーフミー系文字の文字体系では、子音結合で始まる音節はひとつの文字として扱われ、それに母音が付加されるので、ि -i のように修飾する文字の前に垂れ下がる母音では、実際に発音される位置より前に現れることがある。たとえば、ヒンディー語ではクリケット競技を क्रिकेट krikeţ と書くが、/i/ のダイアクリティカルマークは子音 /r/ ではなく子音結合 क्र /kr/ の前に現れている（ただし、いずれの文字も子音字→母音符号→上寄りの横線（シローレーカー）、と発音通りの順に書かれる）。さらに風変わりな例としてはバタク文字があり、 bim という音節を ba-ma-i-ヴィラーマ の順に書く。つまり、音節の子音全ての後に母音符号と無母音符号の両方を書くのである。
カナダ先住民シラビックスとして知られるアブギダの一種では、母音をアクシャラの回転や反転で示す。たとえば、イヌクティトゥット語の ᐱ pi、 ᐳ pu、 ᐸ pa や ᑎ ti、 ᑐ tu、 ᑕ ta などである。
レプチャ語で使われるレプチャ文字（ロン文字体系）は、他のアブギダとかなり異なる方法をとる。単一のアクシャラは閉子音となることがある。母音だけでなく終子音も全てダイアクリティカルマークで示す。たとえば、[sok] という音節を [s̥̽] のように書く。下側のリングが /o/ を表し、上側の十字が終子音 /k/ のダイアクリティカルマークである。インドネシアにも終子音をダイアクリティカルマークで表すアブギダがいくつかあるが、通常は /ŋ/ のような一、二の鼻音に限られる。

## 例

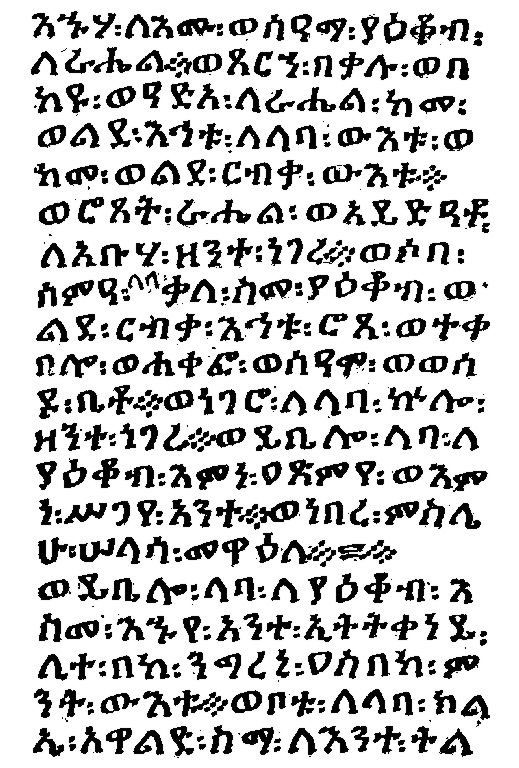
エチオピア文字（ゲエズ文字）。エチオピアのアブギダ。

以下は、ブラーフミー系文字のさまざまな文字体系、エチオピア語のエチオピア文字、カナダ先住民シラビックス、などを含むアブギダの例である。
インドのいくつかの言語を表記するのに使われるデーヴァナーガリーは、典型的なアブギダである。基本的な符号には子音 k を表すものはなく、非修飾字 क は音節 ka を表す。a は、記号として付加されることのないいわゆる随伴母音である。基本的な文字に母音マーク（ダイアクリティカルマーク）を付加すると母音が変化し、k- で始まる他の音節を生成できる。 कि ki、 कु ku、 के ke、  को ko などとなる。これらのダイアクリティカルマークを他の子音文字に使えば、他の音節も作れる。たとえば、 ल la から लि li、 लु lu、 ले le、 लो lo を形成できる。このように母音を随伴したり母音を付加されたりする子音を、アクシャラと呼ぶ。
エチオピア文字は、現在はアブギダだが、かつて4世紀まではアブジャドだった。エチオピア文字のアブギダでは、字の形自体が変形されることがある。たとえば、 ሀ hä（基本形）、 ሁ hu（右側にダイアクリティカルマークが付くが字を変形しない）、 ሂ hi（下接ダイアクリティカルマークによって、文字全体が同じ高さを占めるように字が圧縮される）、 ህ hə（字の左の棒が波打つように変化している）など。ə 母音つきの字は、随伴母音がないときの表記を兼ねる。

## 特殊な文字体系
パハウ・フモン文字では、子音と母音の両方を完全な字で表す。しかし表示上の順序は、たとえ子音→母音の順に発音するときでも母音→子音の順である。これはインド系アブギダの /o/ 母音にいくらか似ている。が、パハウ・フモン文字は随伴母音 /au/ を書かないだけではなく、随伴子音 /k/ も書かないという風変わりなものである。音節 /kau/ では、どちらかの随伴音を書かないわけにはいかないので、書くときは /au/ である。要するに、パハウ・フモン文字のアクシャラは、随伴子音のあるひとつの母音として現れる。
アブギダとそれ以外の音素文字体系との間の明瞭な線引きは難しい。歴史上中間的な文字はいくつも生まれている。たとえば古代ヌビアのメロエ文字は、随伴する a を示さない（ひとつの記号が m と ma の両方を表すなど）ため、ブラーフミー系文字のアブギダに似ている。しかし、他の母音は完全な字で示し、ダイアクリティカルマークや変形では示さない。したがってこの文字体系は、本質的にはアルファベットに近いがある母音を表記しないものであったと言えよう。 
ターナ文字も、母音をダイアクリティカルマークとして付加するため、アブギダに似ている。しかし、母音のすべてで（母音がないときも）付加する。随伴母音はない。通常、字がダイアクリティカルマークなしで現れることはない。要するにこれは、母音の付加が必須のアブジャドと等価である。なお、これはもともと自分たちの言語をアブギダ表記していた人々の間で発達してきたものである。クルド語の現代のアラビア文字表記やウイグル語のアラビア文字表記は母音を完全に字母で表記するので典型的なアルファベットである。
速記システムには、母音にダイアクリティカルマークを使うものもいくつかあるが、随伴母音がないので、ブラーフミー系文字の文字体系よりもむしろターナ文字やクルド語の文字に似ている。ガベルスベルガー式速記システムとその改良版では後置子音を変化させて母音を表す。ポラード文字は速記を基にしているが、やはり母音にダイアクリティカルマークを使い、子音に対する母音の位置関係で声調を示す。

## 発展
研究者の間では、当初、アブギダはアルファベットと音節文字との中間に位置づけられていたため、アルファシラバリー (alphasyllabary) という用語が提案された。歴史上は、アブギダはアブジャド（母音を欠くアルファベット）から発展してきたものである。対して音節文字では、音節ないしは子音-母音結合のそれぞれに別の記号があり、それぞれの間になにか筋の通った類似性があるわけではない。前記のデーヴァナーガリーの例と、次の日本語の平仮名音節文字とを比較してみよう。か ka、き ki、く ku、け ke、こ ko となり、k に共通するものは何もないし、ら ra、り ri、る ru、れ re、ろ ro には r に共通するものも、さらには "k" のグループと同じ母音があることを示すものもない（ただし現代の仮名はむやみに文字を多くしないように音節文字的ではない表記も存在し、ツァ tsa、ツィ tsi、ツェ tse、ツォtso　や、シャ sha、シュ shu、シェ she、ショsho、またティti やスィsi のように、音節文字に小書きの母音字や半母音字を添えて他の母音に変化させるなどの、アブギダに近似した特徴を持つ表記も存在する）。
インドとインドシナのアブギダの多くは、アブジャド（おそらくはアラム文字）から発展して、まずカローシュティー文字およびブラーフミー文字となった。カローシュティー文字の系統は今日では絶えているが、南アジアおよび東南アジアでの現代の文字体系のほとんどはブラーフミー文字の系統の末裔である。なお、エチオピア文字は別のアブジャドから生まれたもので、一説にはインドからのキリスト教宣教がアブギダへの発展を促したとされる。

## 他の文字体系
- アブジャド
- アルファベット
- 音節文字
- 表語文字

## アブギダ（一部）の一覧

### 真正のアブギダ
- ブラーフミー系文字 - ブラーフミー文字とその末裔。
- カローシュティー文字 - 絶滅。紀元前3世紀以降。
- エチオピア文字 - ゲエズ語やアムハラ語、ティグリニャ語などエチオピアの諸言語の表記に使われる。紀元後4世紀以降。
- カナダ先住民シラビックス - クリー語やイヌクティトゥット語などの表記に使われる。19世紀以降。

### アブギダ様の文字体系
- ターナ文字
- ピットマン式速記
- ポラード文字
- メロエ文字（絶滅）

## 注
1. ↑  Salomon, Richard (2007). “Writing Systems in the Indo-Aryan Languages”. In Danesh Jain; George Cardona. The Indo-Aryan Languages. Routledge. p. 71. ISBN 1135797110
2. ↑  河野六郎他編著　参考文献、170頁右段参照。